# Балф, Майкл
Майкл Уильям Балф (англ. Michael William Balfe; 15 мая 1808[…], Дублин, Великобритания — 20 октября 1870[…], Хартфордшир или аббатство Роуни, Хартфордшир) — ирландский оперный певец и композитор, известный, в частности, оперой «Цыганка» (The Bohemian Girl) и кантатой «Мазепа».
После короткой карьеры скрипача Балф начал заниматься композиторством. За свою успешную карьеру, которая охватывает более 40 лет, он создал 38 опер, около 250 песен и другие работы. Он также был известен как дирижёр, руководил оперой Её Величества.

## Биография
Майкл Балф родился в Дублине, где его музыкальные способности стали очевидными в раннем возрасте. В 1814—1815 годах Балф играл на скрипке, а в возрасте семи лет написал свой первый полонез.

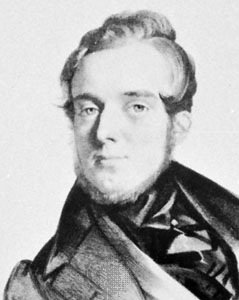
Майкл Уильям Балф

В 1823 году после смерти отца Балф переехал в Лондон. Учился скрипке и композиции изучал контрапункт, певческое искусство изучал в Милане. 
В 1828 году пел в Итальянской опере в Париже, затем в ведущих театрах Италии. Здесь написал первую оперу «Соперники сами по себе» — «I rivali di se stesso», 1830 год. 
С 1835 года работал в Англии педагогом вокала и певцом. Широкую известность принесла композитору опера «Цыганка» («The Bohemian girl», 1843), восстановленная в Лондоне в 1951 году. 
В 1844 году на сцене парижского театра Опера-Комик поставил оперу «Les quatre fils Aymon» по сюжету раннесредневекового сказания о четырёх сыновьях Эмона; в немецких постановках опера называлась «Die Vier Haimonskinder».
В 1852 и 1859—1860 годах выступал с концертами в Петербурге, с 1864 года жил в Ирландии. Писал преимущественно оперы, а также работы по методике обучения вокальному искусству.